# Ruijin

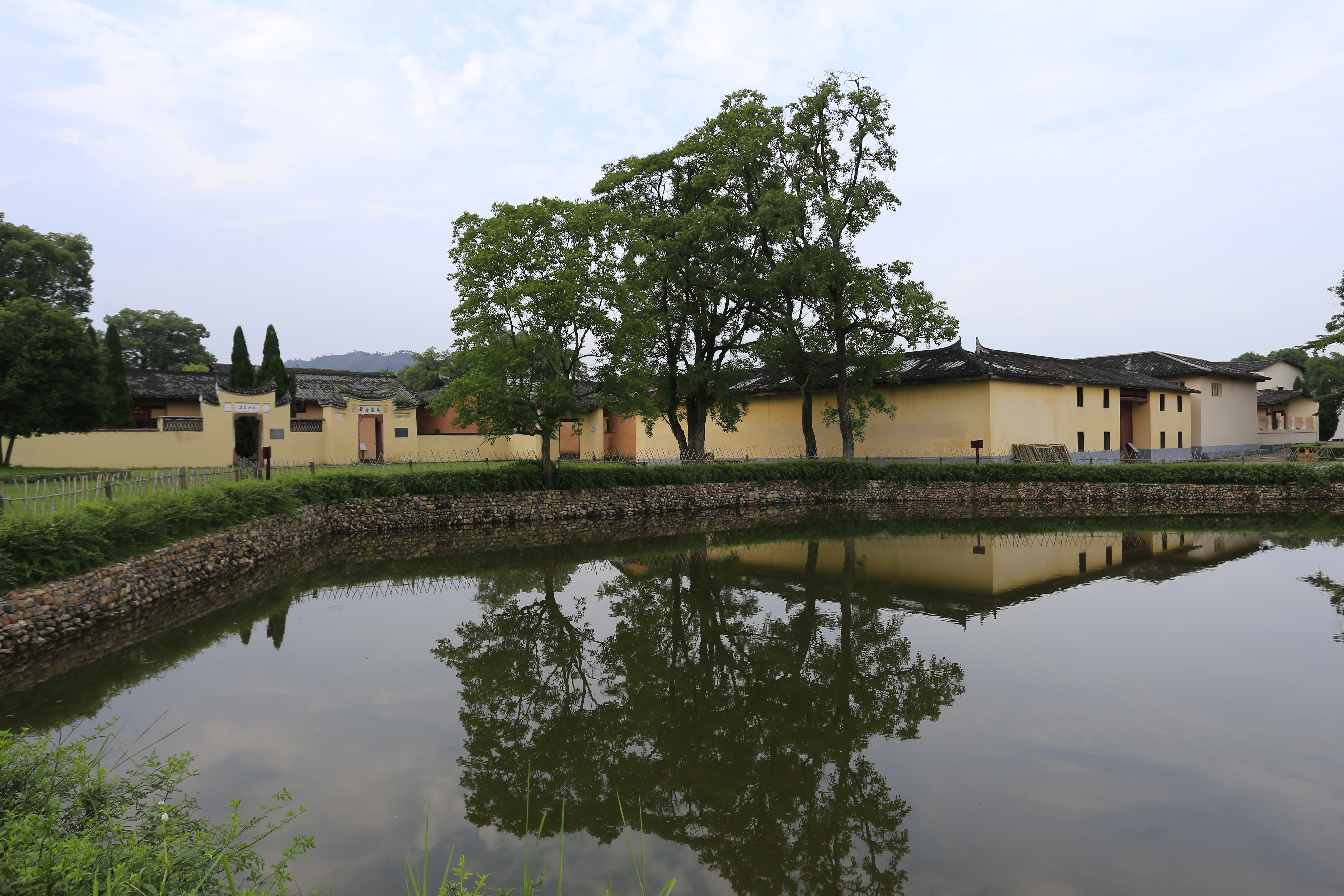
Revolutionärer Stützpunkt Ruijin

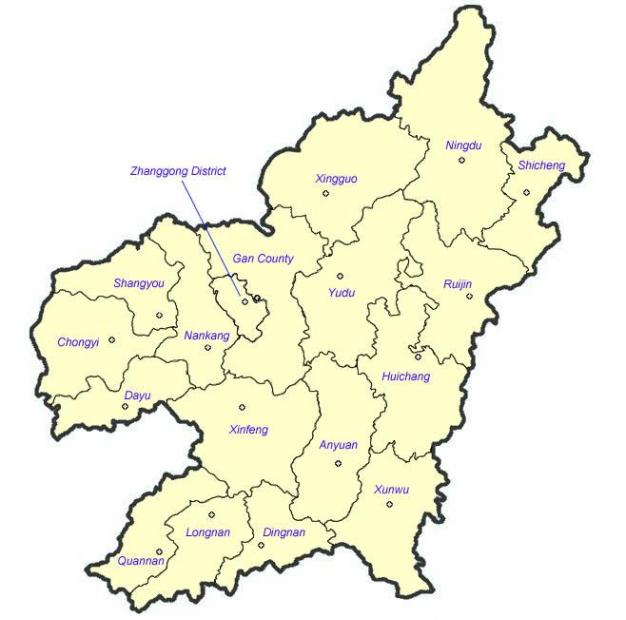
Lage von Ruijin im Verwaltungsgebiet von Ganzhou

Die Stadt Ruijin (chinesisch 瑞金市, Pinyin Ruìjīn Shì) ist eine kreisfreie Stadt der bezirksfreien Stadt Ganzhou in der Provinz Jiangxi der Volksrepublik China. Sie hat eine Fläche von 2.448 km² und zählt 618.885 Einwohner (Stand: Zensus 2010).
Die Stätte des revolutionären Stützpunktes von Ruijin (Ruijin geming yizhi 瑞金革命遗址) der Jahre 1931–34 steht seit 1961 auf der Liste der Denkmäler der Volksrepublik China (1-20).